# Lygocoris walleyi
Lygocoris walleyi är en insektsart som beskrevs av Kelton 1971. Lygocoris walleyi ingår i släktet Lygocoris och familjen ängsskinnbaggar. Inga underarter finns listade i Catalogue of Life.